# Aspitates taylorae
Aspitates taylorae is een vlinder uit de familie spanners (Geometridae). De wetenschappelijke naam is voor het eerst geldig gepubliceerd in 1893 door Butler.
De soort komt voor in Europa.